# Feredoksin hidrogenaza
Feredoksin hidrogenaza (EC 1.12.7.2, 2 oksidaciona hidrogenaza, 2 formirajuća hidrogenaza (nespecifična), bidirekciona hidrogenaza, vodonična lijaza (nespecifična), hidrogenaza (feredoksin), hidrogenaza I, hidrogenaza II) je enzim sa sistematskim imenom vodonik:feredoksin oksidoreduktaza. Ovaj enzim katalizuje sledeću hemijsku reakciju
2 + 2 oksidovani feredoksin {\displaystyle \rightleftharpoons } 2 redukovani feredoksin + 2 H+
Ovaj enzim sadrži gvožđe-sumporne klustere. Enzimi iz nekih izvora sadrže nikal.

## Literatura
- Nicholas C. Price; Lewis Stevens (1999). Fundamentals of Enzymology: The Cell and Molecular Biology of Catalytic Proteins (Third изд.). USA: Oxford University Press. ISBN 019850229X.
- Eric J. Toone (2006). Advances in Enzymology and Related Areas of Molecular Biology, Protein Evolution (Volume 75 изд.). Wiley-Interscience. ISBN 0471205036.
- Branden C; Tooze J. Introduction to Protein Structure. New York, NY: Garland Publishing. ISBN 0-8153-2305-0.
- Irwin H. Segel. Enzyme Kinetics: Behavior and Analysis of Rapid Equilibrium and Steady-State Enzyme Systems (Book 44 изд.). Wiley Classics Library. ISBN 0471303097.

## Spoljašnje veze
- Ferredoxin+hydrogenase на 